# Herforder Versorgungs- und Verkehrs-Beteiligungs-GmbH
Die 1983 gegründete Herforder Versorgungs- und Verkehrs-Beteiligungs-GmbH (HVV) ist eine hundertprozentige Holdinggesellschaft der Hansestadt Herford. In ihren Tochtergesellschaften beschäftigt sie 630 Mitarbeiter bei einer Bilanzsumme von 450 Millionen Euro (Stand Ende 2013). Die HVV-Betriebe betreiben ein über 1.300 Kilometer langes Gas- und Wasserleitungsnetz, ein 450 Kilometer langes Kanalnetz und eine der modernsten Kläranlagen Europas. Sie sammeln 30.000 Tonnen Abfall zur Entsorgung und Verwertung ein, versorgen 67.900 Bürger mit Wohnraum und organisieren Feste für 500.000 Besucher.

## Beteiligungen der Herforder Versorgungs- und Verkehrs-Beteiligungs-GmbH
Die HVV hält Anteile an folgenden Gesellschaften:
- Stadtwerke Herford GmbH (SWH GmbH) 86,54 %
- Stadtentwicklungsgesellschaft Hansestadt Herford mbH (SEH GmbH) 100 %
- Stadtverkehr Herford GmbH (SVH GmbH) 100 %
- Herforder Abwasser GmbH (HAG GmbH) 100 %
- Kultur Herford gGmbH 98,81 %
- Wohn- und Wirtschafts-Service GmbH (WWS Herford GmbH) 94,44 %
- Elsbach Areal Verwaltungsgesellschaft mbH 94,9 %
- Objektgesellschaft Elsbach Areal GmbH & Co. KG 94,9 %
- MARTa Herford gGmbH 88,87 %
- Herforder Stadtgarten- und Schützenhof GmbH (HSS) 72,5 %
- Pro Herford GmbH 66,67 %
- Servicegesellschaft für Wirtschaft und Kommunen mbH (SWK GmbH) 51 %
- Westfalen Weser Energie GmbH & Co. KG (WWE) 21,33 %
- Westfälische Propan GmbH (WPG) 16,67 %

### Stadtwerke Herford GmbH (SWH GmbH)

#### Beteiligungen

Stadtwerke Logo

An den Stadtwerken Herford ist die HVV zu 86,54 % beteiligt. Weitere Gesellschafter sind die Gemeinde Hiddenhausen mit 8,98 % und die Stadt Spenge mit 4,48 %. Die Stadtwerke Herford versorgen die Stadt Herford, die Gemeinde Hiddenhausen  und Spenge mit Ökostrom, klimaneutralem Erdgas, Trinkwasser und Wärme, die Stadt Enger mit Ökostrom, klimaneutralem Erdgas und Wärme. Hundertprozentige Tochtergesellschaft der Stadtwerke ist die Freizeiteinrichtungen Stadtwerke Herford GmbH (FSH GmbH). Die FSH betreibt in Herford die Eisbahn und das Freibad Im Kleinen Felde, das Freibad Elverdissen und das Sport- und Freizeitbad H2O, in Hiddenhausen das Waldfreibad und in Spenge das Werburger Waldbad und das Freibad Lenzinghausen. Weitere Beteiligungen halten die Stadtwerke Herford unter anderem an den Wasserbeschaffungsverbänden Wasserwerk Begatal (55 %) und Kreis Herford West (19,5 %), der Kalldorfer Sattel Wassergesellschaft mbH (35 %) der Wassergesellschaft Kalldorfer Sattel GbR (30 %), der Windenergie-Westfalen-Lippe GmbH (WWL) (18,75 %), der Arbeitsgemeinschaft Ostwestfälischer Versorgungsunternehmen (AOV) mit der AOV GbR (4,78 %) und der aov IT.Services GmbH (2,22 %), WV Energie AG (0,06 %), Trianel Wind und Solar GmbH & Co. KG (3,04 %); Stadtwerke Quedlinburg GmbH (1 %) und der Trianel GmbH (0,25 %).

#### Geschichte

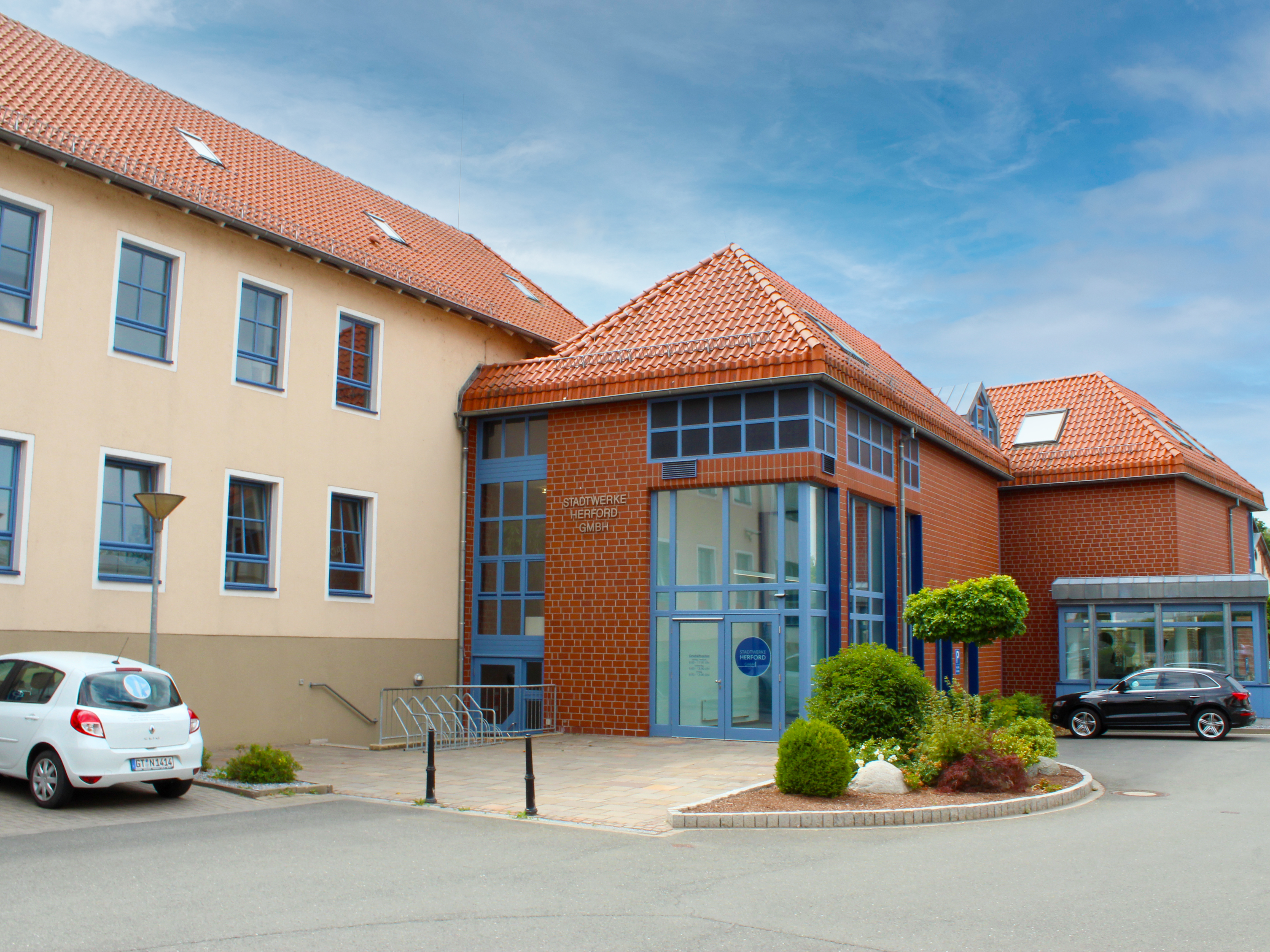
Stadtwerke Herford

Im Jahre 1864 wurde an der Elverdisser Straße, Ecke Hermannstraße, das erste Herforder Gaswerk in Betrieb genommen. 1896 folgte die Inbetriebnahme eines zentralen öffentlichen Wasserwerkes und die Wasserversorgung der Innenstadt über Wasserleitungen mit einer Gesamtlänge von 27 Kilometern. Das zweite Herforder Gaswerk wurde 1909 an der Werrestraße in Betrieb genommen. Ab 1963 erfolgte die Gasversorgung ausschließlich mit Ferngas der Westfälischen Ferngas AG. 1969 wurde die Wasserversorgung in den neu in die Stadt Herford eingegliederten Gemeinden aufgenommen. 1971 wurde die Gasversorgung auf Erdgas umgestellt. 1983 wurden die Stadtwerke Herford eine hundertprozentige Tochter der neugegründeten HVV. Die Wärmeversorgung wurde 1991 aufgenommen. 1994 wurden die Herforder Bäder und die Eisbahn übernommen. 1997 kam das neugebaute Sport- und Freizeitbad H2O hinzu.
Im Jahre 2002 beteiligten sich die Stadtwerke zu 100 % an der Gasversorgung Enger, die 2007 mit den Stadtwerken verschmolzen wurde. Ebenfalls im Jahre 2002 beteiligte sich die Elektrizitätswerk Minden-Ravensberg GmbH zu 25,1 % an den Stadtwerken. Das Elektrizitätswerk ging 2003 in die E.ON Westfalen Weser AG über, die Geschäftsanteile von zuletzt 22,74 % wurden 2010 an die HVV verkauft. 2003 beteiligten sich die Stadtwerke zu 100 % an der Gas- und Wasserversorgung Hiddenhausen. Gleichzeitig beteiligte sich die Gemeinde Hiddenhausen an den Stadtwerken. Im Jahre 2007 wurde die Gasversorgung Enger GmbH mit den Stadtwerken Herford verschmolzen. Am 1. Januar 2012 wurde der Eigenbetrieb „Wasserwerk der Stadt Spenge“ in die Stadtwerke eingebracht. Seitdem hält die Stadt Spenge 4,48 % an den Stadtwerken.

### Stadtentwicklungsgesellschaft Hansestadt Herford mbH (SEH GmbH)
Zum 1. Januar 2015 wurde die Wasserkraftanlagen Herford GmbH (WKH) in die Stadtentwicklungsgesellschaft Hansestadt Herford mbH umgewidmet. Gleichzeitig wurde die Herforder Beteiligungsgesellschaft mbH (HBG GmbH) aufgelöst. Die von ihr gehaltenen Anteile an weiteren Gesellschaften hält nun die HVV GmbH direkt.
Aufgabe der SEH GmbH, einer hundertprozentigen Tochtergesellschaft der HVV, ist die Förderung der Stadtentwicklung, insbesondere die Umnutzung der im Jahr 2015 freiwerdenden britischen Kasernenflächen (Konversion). Hierzu sollen noch weitere strategische Partner gewonnen werden.

### Stadtverkehr Herford GmbH (SVH GmbH)
Das Geschäftsfeld der SVH, ebenfalls eine hundertprozentige Tochtergesellschaft der HVV, umfasst die Durchführung des öffentlichen Buslinienverkehrs, die Bewirtschaftung von Parkflächen und Parkhäusern, sowie die Organisation des Fahrradverkehrs. Die SVH betreibt das Anruf-Sammel-Taxi (AST) in der Stadt Herford.

### Herforder Abwasser GmbH (HAG GmbH)
Die HAG ist eine hundertprozentige Tochtergesellschaft der HVV. Sie betreibt die Kläranlage an der Goebenstraße (eine der modernsten Kläranlagen Europas), weitere Kleinklärwerke in den Außenbereichen der Stadt und das 450 Kilometer lange Herforder Regen- und Abwasser-Kanalnetz.

### Kultur Herford gGmbH
Die 2006 gegründete Kultur Herford gGmbH, an der die HVV 98,81 % und die Stadt Herford 1,19 % hält, bündelt den Großteil der vielfältigen kulturellen Angebote der Stadt. Sie betreibt die Stadtbibliothek, das Stadttheater Herford und die Musikschule Herford. Ein weiteres Aufgabenfeld ist die Stadtgeschichte mit dem Daniel-Pöppelmann-Haus, dem Museumsdepot und dem Kommunalarchiv. Alle diese Häuser leisten als Orte der Kommunikation und Geselligkeit einen wesentlichen Beitrag zur kulturellen Bildung in Herford.
Zusätzlich organisierte Veranstaltungen wie das Kulturprogramm beim Herforder Hoekerfest, Lesungen sowie Aufführungen und Konzerte verschiedener Musikschulensemble erweitern das kulturelle Leben. Dabei genießt die Arbeit mit Kindern und Jugendlichen einen hohen Stellenwert.
Als gemeinnützige Gesellschaft ist die Kultur Herford gGmbH darüber hinaus auch Mitglied im Trägerverein der Nordwestdeutschen Philharmonie und im Zweckverband Volkshochschule im Kreis Herford. Außerdem fördert sie überregional das Landestheater Detmold.

### Wohn- und Wirtschafts-Service GmbH (WWS Herford GmbH)

#### Beteiligungen
94,44 % der WWS werden von der HVV gehalten, 4,69 % von der Stadt Herford und 0,85 % von weiteren Gesellschaftern. Die HVV bewirtschaftet 3.820 Wohnungen im Stadtgebiet. Sie ist außerdem mit 5,1 % an der Elsbach Areal Verwaltungsgesellschaft mbH beteiligt.

#### Geschichte
1935 wurde die Gesellschaft zur Förderung öffentlicher Interessen der Stadt Herford mbH als Betreiberin für das Otto-Weddigen-Bad (heute H2O) gegründet. 1954 wurde der Gesellschaftervertrag in Richtung Bau von Kleinwohnungen und 1956 der Name in Wohnbau GmbH geändert. 1957 wurden die ersten Wohnungen an der Lerchenstraße in der Nähe des Amselplatzes fertiggestellt. Ab 1969 entstand eines der größten Wohngebiete der Wohnbau in der Nordstadt. 2004 erhielt die Gesellschaft den heutigen Namen Wohn- und Wirtschafts-Service GmbH und im September 2010 zog die Geschäftsstelle von der Berliner Straße in das Elsbachhaus.

### Elsbach Areal Verwaltungsgesellschaft mbH
An der Elsbach Areal Verwaltungsgesellschaft mbH ist die HVV mit 94,9 % beteiligt. 5,1 % hält die WWS. Die Aufgaben der Gesellschaft bestehen im Wesentlichen in der Geschäftsführung und Vertretung der Objektgesellschaft Elsbach Areal GmbH & Co. KG. Sie haftet ihr gegenüber. Eine weitere Geschäftstätigkeit ist nicht vorgesehen.

### Objektgesellschaft Elsbach Areal GmbH & Co. KG
An der Objektgesellschaft Elsbach Areal GmbH & Co. KG ist die HVV mit 94,9 % beteiligt. 5,1 % hält die WWS. Die Gesellschaft betreibt das Elsbachhaus und kümmert sich um die Vermietung und Instandhaltung des Gebäudes.

### Marta Herford gGmbH
Die Marta Herford gGmbH, an der die HVV zu 88,87 % beteiligt ist, betreibt das 2005 eröffnete Museum Marta.

### Herforder Stadtgarten- und Schützenhof GmbH (HSS)
An der Herforder Stadtgarten- und Schützenhof GmbH (HSS GmbH) hält die HVV 72,5 %. Die HSS betreibt den Stadtpark Schützenhof an der Stiftbergstraße, in dem sich auch das Studio der Nordwestdeutschen Philharmonie befindet und die dort ihre Konzerte gibt.

### Pro Herford GmbH
Zu 66,67 % ist die HVV an der Stadtmarketinggesellschaft Pro Herford GmbH beteiligt. Sie betreibt Werbung für die Stadt, indem sie Informationsmaterial wie Prospekte und Flyer herausbringt, die Touristeninformation übernimmt sowie Märkte und Sonderveranstaltungen durchführt.

### Servicegesellschaft für Wirtschaft und Kommunen mbH (SWK GmbH)
An der SWK sind die HVV mit 51 Prozent und die Veolia Umweltservice West GmbH & Co. KG zu 49 % beteiligt. Der Aufgabenbereich umfasst die Abfallbeseitigung, die Grünflächenunterhaltung, die Straßenreinigung und der Winterdienst in der Stadt Herford.

### Westfalen Weser Energie GmbH & Co. KG (WWE)
An der Westfalen Weser Energie GmbH & Co. KG hält die HVV 21,33 %. Als Nachfolgerin der E.ON Westfalen Weser AG wurde die kommunale WWE am 26. Juni 2013 gegründet. Sie ist zu 100 % im Besitz von 48 Kommunen und Kreisen in Ostwestfalen-Lippe und im Weserbergland, nachdem die E.ON-Anteile von diesen übernommen worden waren.
Tochtergesellschaften der Westfalen Weser Energie GmbH & Co. KG sind die Westfalen Weser Netz GmbH und die Energieservice Westfalen Weser GmbH.
Die Westfalen Weser Netz GmbH betreibt regionale Verteilnetze für Strom, Gas und Wasser. Zentrale Aufgabe ist die Bereitstellung des Strom- und Gasnetzes für Industrie, Gewerbe, Landwirtschaft und Haushalte. Das Netzgebiet erstreckt sich (mit rund 6400 km²) über zwei Bundesländer in den Regionen Ostwestfalen-Lippe und Südniedersachsen.
Das Geschäftsfeld der Energieservice Westfalen Weser GmbH ist die Wärmeversorgung für Privathaushalte, kommunale Liegenschaften oder Gewerbebetriebe.

### Westfälische Propan GmbH (WPG)
An der Westfälischen Propan GmbH, die ihren Sitz in Detmold hat, ist die HVV mit 16,67 % beteiligt. Ihre Aufgabe ist die Bereitstellung und Lieferung von Energieträgern, insbesondere von Flüssiggas und Holzpellets. An der Gründung der Gesellschaft im Jahr 1951 war auch die Stadt Herford beteiligt.